# Harold Muller
Harold Powers „Brick“ Muller (* 12. Juni 1901 in Dunsmuir, Kalifornien; † 17. Mai 1962 in Berkeley, Kalifornien) war ein US-amerikanischer Leichtathlet und American-Football-Spieler.

## Sportlerlaufbahn

### Collegefootballspieler
Muller ging in San Diego und Oakland auf die High School. Er spielte dort auch Baseball und konnte mit seinen Mannschaften zwei regionale High-School-Meistertitel gewinnen. Nach der Schule studierte er von 1920 bis 1922 an der University of California, Berkeley und spielte dort auch American Football. Ferner betätigte er sich in diversen Leichtathletikdisziplinen. 1921 spielte er mit seiner College-Football-Mannschaft, den California Golden Bears, im Rose Bowl gegen die Ohio State University. Obwohl die Mannschaft aus Ohio hoher Favorit war, gelang dem Team aus Kalifornien ein 28:0-Sieg.
Muller, der unter anderem als End auflief, lieferte vor 42.000 Zuschauern ein überragendes Spiel ab. Er fing unter anderem fünf Pässe, konnte drei Fumbles sichern und warf einen Pass über 53 Yards. Muller wurde zum MVP des Spiels ernannt. Nach der Saison 1921 und 1922 wurde er jeweils zum All-American gewählt.

### Profifootballspieler
Muller besuchte nach dem College die University of California Medical School und studierte Medizin. Aus Geldmangel nahm er das Angebot seines Colleges an gleichzeitig als Assistenztrainer der Footballmannschaft zu fungieren. 1926 spielte er nochmals in einem Collegespiel, bei dem die besten Spieler aus dem Westen der USA gegen die besten Collegespieler aus dem Osten antraten. Das East-West Shrine Game findet seit 1925 jährlich als Benefizveranstaltung statt. 1926 konnte Muller in dem Spiel einen Touchdownpass fangen. Im gleichen Jahr unterschrieb er einen Profivertrag bei den Los Angeles Buccaneers. Diese Mannschaft, als deren Head Coach Muller zusätzlich fungierte, spielte nur ein Jahr in der NFL und musste danach den Spielbetrieb einstellen. Die Mannschaft konnte sechs ihrer zehn Spiele gewinnen. Muller beendete nach einer Saison seine Laufbahn.

### Leichtathlet
Muller war ein erfolgreicher Leichtathlet. Neben regionalen und nationalen Titeln, war er für die Olympischen Spiele nominiert. Bei den Olympischen Spielen 1920 konnte er hinter seinem Landsmann Richmond Landon im Hochsprung die Silbermedaille gewinnen.

## Ehrungen
Muller ist Mitglied in der College Football Hall of Fame, in der San Diego Hall of Champions, in der Ruhmeshalle seines Colleges und in der Rose Bowl Hall of Fame. Er wurde einmal zum All-Pro gewählt. Die University of Mississippi hat ein Stipendium nach ihm benannt.

## Nach der Laufbahn
Harold Muller diente im Zweiten Weltkrieg im Dienstgrad eines Majors als Orthopäde im Army Medical Center. 1956 war er der Chefarzt des amerikanischen Olympiateams. Muller arbeitete bis zu seinem Tod als Orthopäde. Seine Grabstätte ist nicht bekannt.

## Quelle
- Jens Plassmann: NFL – American Football. Das Spiel, die Stars, die Stories (= Rororo 9445 rororo Sport). Rowohlt, Reinbek bei Hamburg 1995, ISBN 3-499-19445-7.